# Книги Веселки
Книги Веселки (англ. Rainbow Books) - це набір специфікацій для CD форматів. 

## Червона Книга(1980)
- CD-DA (компакт-диск цифровий звук) - стандартизований як IEC 60908 
  - CD-Text - розширення 1996 року до CD-DA
  - CD-MIDI - частина оригінального стандарту червоної книги
  - CD+G (компакт-диск + графіка) - караоке
    - CD+EG / CD+XG (компакт-диск + розширена графіка) - розширення CD+G

## Зелена Книга(1986)
- CD-i (компакт-диск інтерактивний)

## Жовта Книга(1988)
- CD-ROM (компакт-диск тільки для читання) - стандартизований як ECMA-130 та ISO/IEC 10149 
  - CD-ROM XA (компакт-диск тільки для читання розширена архітектура) - розширення CD-ROM 1991 року

## Жовтогаряча Книга(1990)
Жовтогаряча є посиланням на те, що червоний та жовтий кольори при змішуванні створюють жовтогарячий. Це співвідноситься з тим, що CD-R і CD-RW придатні для аудіо ("Червоний") і дані ("Жовтий"). Хоча інші кольори (інші стандарти CD), які не змішуються, можуть бути записані на фізичному носії. Жовтогаряча Книга також представила стандарт для мультисесійного запису. 
- CD-MO (компакт-диск магнітно-оптичний)
- CD-R (компакт-диск записуваний) або CD-WO (компакт-диск запис один раз) або CD-WORM (компакт-диск запис один раз, читання багато разів)
- CD-RW (компакт-диск перезаписуваний) або CD-E (компакт-диск з можливістю видалення) - частково стандартизовані ECMA-395

## Бежева Книга(1992)
- PCD (фото компакт-диск)

## Біла Книга(1993)
- CD-i Bridge - формат який з'єднує між собою [./https://en.wikipedia.org/wiki/CD-ROM_XA [Архівовано 20 квітня 2019 у Wayback Machine.] CD-ROM] XA і Green Book CD-i, який є базовим форматом для Video CD, Super Video CD і Photo CD.
- VCD (відео) 
  - SVCD (супер відео компакт-диск, 1998) - розширення VCD 1998 року, стандартизованого як IEC 62107 у 2000 році.

## Синя Книга(1995)
- E-CD / CD+ / CD Extra (розширений музичний компакт-диск)

## Яскраво-червона Книга(1999)
Яскраво-червоний колір цієї книги є посиланням на Червону Книгу, яка визначає оригінальний CDDA. 
- SACD (супер аудіо компакт-диск )

## Фіолетова Книга(2000)
- DDCD (подвійної щільності компакт-диск )

## Зовнішні посилання
- Специфікації компакт-дисків Philips [Архівовано 21 квітня 2019 у Wayback Machine.]
- https://archive.today/20121209124333/http://library.thinkquest.org/C0112823/greatbooks_cd.htm. The World of CDs and DVDs. Архів оригіналу за 9 грудня 2012. Процитовано 7 квітня 2010. {{cite encyclopedia}}:  Пропущений або порожній |title= (довідка)